# Schwule Filmwoche Freiburg

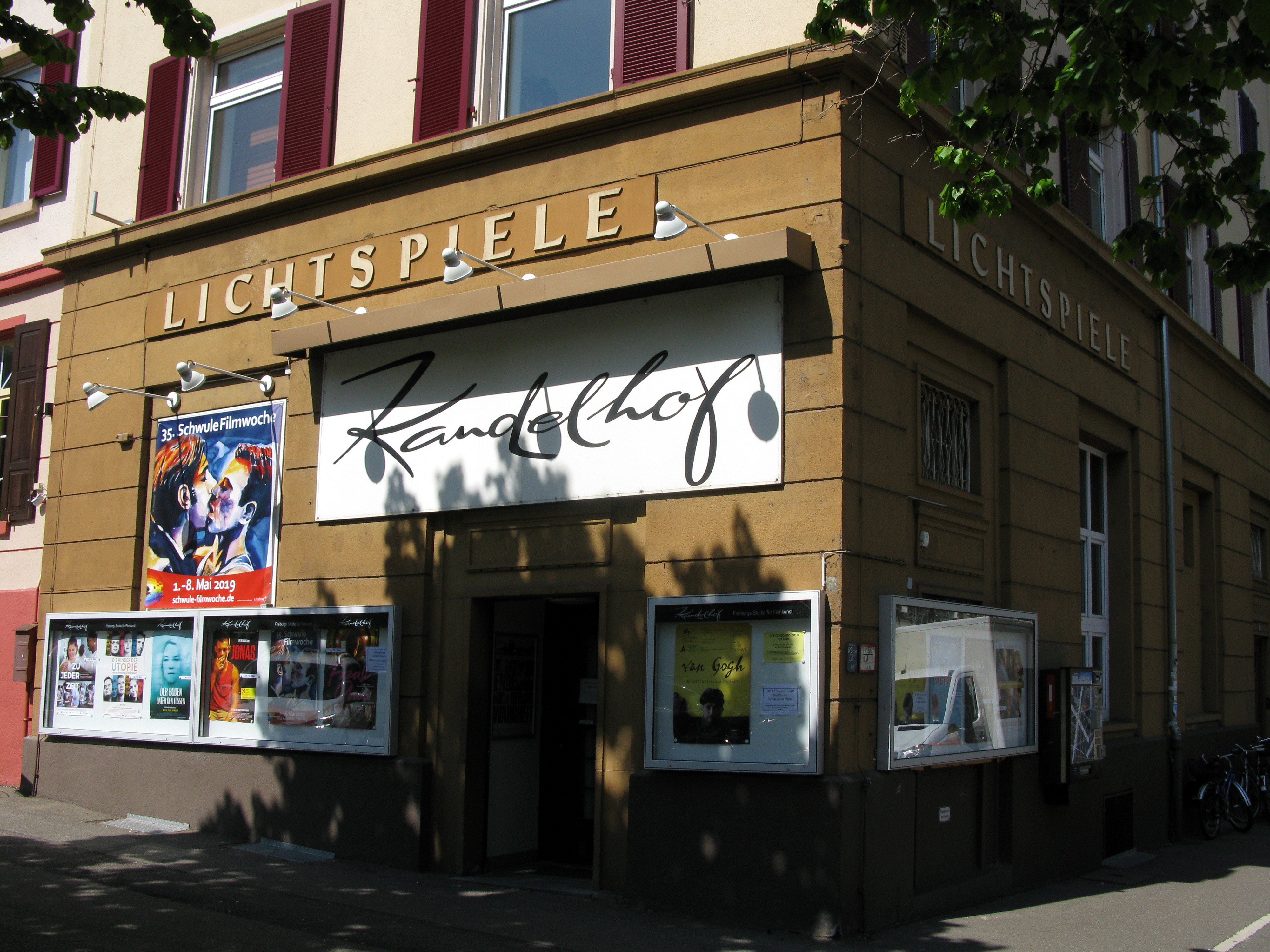
Kino Kandelhof zur Schwulen Filmwoche

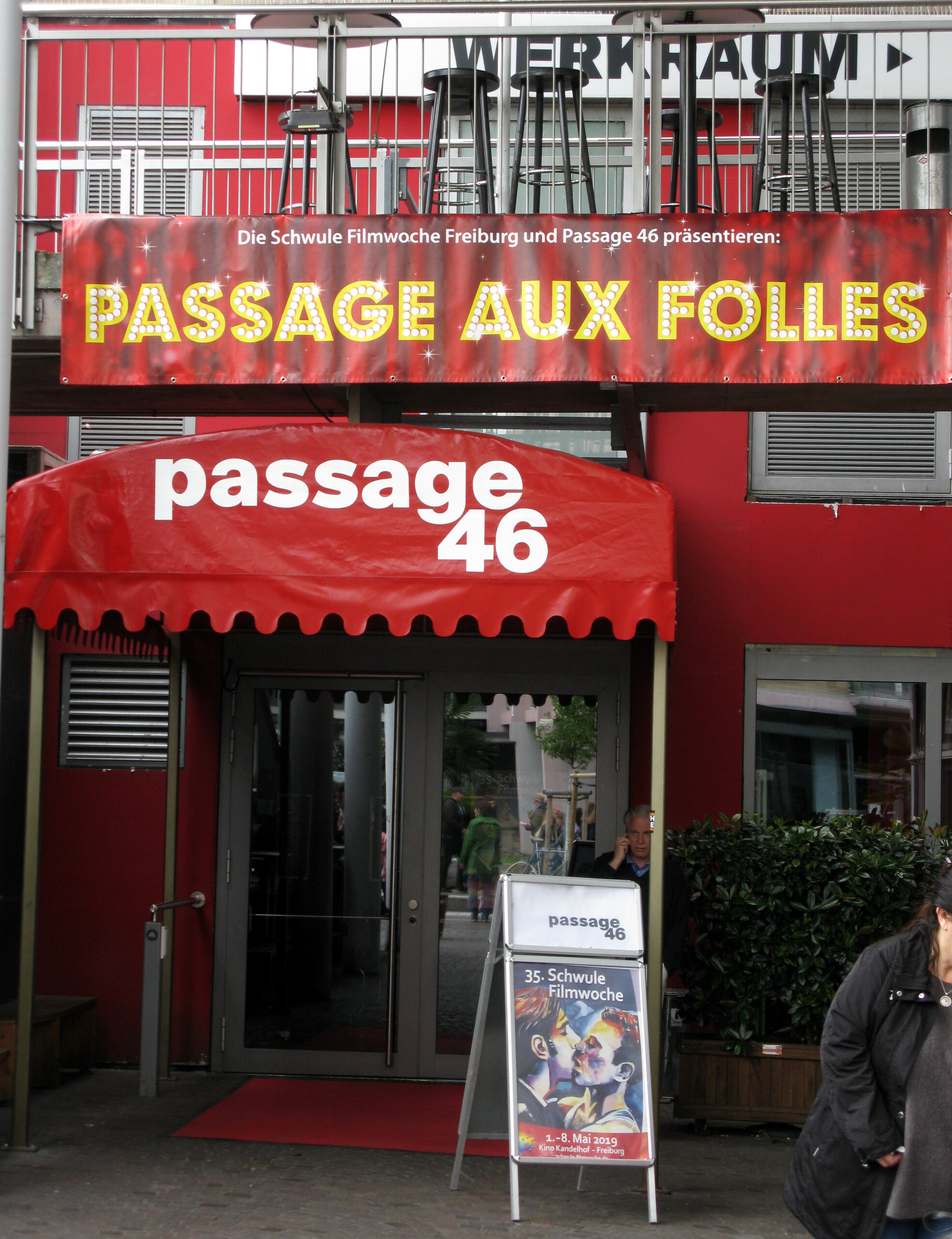
Passage 46 des Freiburger Stadttheaters zur Zeit der Schwulen Filmwoche als Passage aux Folles

Die Schwule Filmwoche Freiburg (SFF) ist das älteste durchweg bestehende rein schwule Filmfest im deutschsprachigen Raum. Sie findet seit 1985 alljährlich und ohne Unterbrechung statt. Die SFF ist neben dem CSD Freiburg einer der Höhepunkte im schwulen Leben der Universitätsstadt.
Die SFF zeigt Filme aus der ganzen Welt, die sich mit schwuler Thematik befassen. Fremdsprachige Filme werden üblicherweise in der Originalfassung mit deutschen, seltener mit englischen Untertiteln vorgeführt. Einzelne Filme laufen in deutscher Synchronfassung.
Die SFF wird komplett von ehrenamtlichen Mitarbeitern getragen. Neben einer Website entwerfen die Ehrenamtlichen jährlich ein Programmheft und ein Plakat. Finanziert wird die SFF durch die institutionelle Förderung des Kulturamtes der Stadt Freiburg im Breisgau sowie von Sponsoren, durch Eintrittserlöse und Spenden.

## Geschichte
Ins Leben gerufen wurde die SFF 1985 von der damaligen Vorgängerin der Rosa Hilfe Freiburg e. V. Ziel der Aktionsgruppe Rosa Telefon war es, schwulen Filmen zu einem Publikum zu verhelfen, die Mitte der 1980er in klassischen Kinos kaum eine Chance hatten. 1984 war bereits eine entsprechende Veranstaltung in Würzburg auf den Weg gebracht worden, die heute nicht mehr besteht. Das erste schwule Filmfest der Welt fand bereits 1977 in San Francisco statt.
1996 wurde für den Akademischen Filmclub an der Universität Freiburg e. V. eine „LesBiSchwule“ Filmreihe zusammengestellt. 1997 wurde die Schwule Filmwoche Freiburg in einen eingetragenen Verein überführt. Im gleichen Jahr setzten die Organisatoren mit La Mediterranée erstmals einen Schwerpunkt (Focus). Diese Idee griffen andere, zum Teil große schwule Filmfeste später ebenfalls auf. Zudem erregte diese Filmwoche das Interesse überregionaler Medien (3sat, Südwestrundfunk), welche darauf aus Freiburg berichteten.
Eine Ausstellung wurde in einzelnen Jahren parallel zur Filmwoche im Kunstraum der freien künstlergruppe freiburg im Alten Wiehrebahnhof gezeigt.
Festival-Ort war bis zum Jahr 2000 das Kommunale Kino im Alten Wiehrebahnhof mit knapp 100 Sitzplätzen. Aus Platzgründen ist die SFF 2001 ins Kino Kandelhof mit 200 Plätzen umgezogen.
Seit der 24. SFF 2008 werden die gezeigten Filme von den Besuchern durch Stimmzettel bewertet. Die Siegerfilme erhalten einen (undotierten) Publikumspreis.
2009 feierte die SFF ihr 25-jähriges Jubiläum mit einem erweiterten Rahmenprogramm und einer Reihe von Vorfilmen.
Zum 30. Geburtstag veranstaltete das Team eine Jubiläumsgala mit Gästen aus Politik und Kreativwirtschaft, moderiert von Musik-Kabarettist Holger Edmaier.
Aktuell besteht das Team der Filmwoche aus einem Dutzend schwulen Männern, die sich ehrenamtlich um die Organisation und alle Belange des kleinen Festivals kümmern.

## Die einzelnen Filmwochen in der Übersicht
| Nr.  | Jahr | Datum                   | Dauer in Tagen | Programme | Besonderheiten |
| ---- | ---- | ----------------------- | -------------- | --------- | --- |
| 36   | 2021 | 7. bis 13. Juni         | 7              | 7         | plus Kurzfilmprogramm; fand wegen der COVID-19-Pandemie open air im Schwarzen Kloster statt |
| (36) | 2020 | geplant 13. bis 20. Mai |                |           | aufgrund der COVID-19-Pandemie abgesagt |
| 35   | 2019 | 1. bis 8. Mai           | 8              |           | |
| 34   | 2018 | 2. bis 9. Mai           | 8              |           | |
| 33   | 2017 | 26. April bis 3. Mai    | 8              |           | |
| 32   | 2016 | 27. April bis 4. Mai    | 8              | 24        | Filmfrühstück für Macher und Gäste, Party in Zusammenarbeit mit dem Regenbogenreferat des StuRa der Uni Freiburg |
|      | 2015 | 16. Dezember            |                | 1         | Weihnachtsspecial: Tangerine (Tangerine L.A.) von Sean Baker |
| 31   | 2015 | 29. April bis 6. Mai    | 8              | 23        | Zweites Kurzfilmprogramm "3für1" mit drei Filme je etwa 25 Minuten |
|      | 2014 | 17. Dezember            |                | 1         | Weihnachtsspecial: The Imitation Game von Morten Tyldum |
| 30   | 2014 | 30. April bis 7. Mai    | 8              | 24        | Jubiläumsgala am 30. April 2014 mit Musik-Kabarettist Holger Edmaier |
|      | 2013 | 18. Dezember            |                | 1         | Weihnachtsspecial: Rosie von Marcel Gisler |
| 29   | 2013 | 1. bis 8. Mai           | 8              |           | |
|      | 2012 | 17. Dezember            |                | 1         | Weihnachtsspecial: Alle Zeit der Welt von Job Gosschalk |
|      | 2012 | 22. August              |                | 1         | Sommernachtskino: Beginners von Mike Mills |
| 28   | 2012 | 2. bis 9. Mai           | 8              | 22        | 9. Schwule Büchernacht mit Sebastian Reiß, Gäste: Detlef Stoffel, Stefan Westerwelle, Jan Rothstein, Udo Lutz, Sascia Haj, Till Caspar Juon, Kai Schwartz, Tim Staffel, erste Aufführung von Männer zum Knutschen in einem europäischen Kino |
|      | 2011 | 19. Dezember            |                | 1         | Weihnachtsspecial: Weekend, Andrew Haigh |
| 27   | 2011 | 27. April bis 4. Mai    | 8              | 20        | 8. Schwule Büchernacht mit Sebastian Reiß, Gäste: Regisseure Dennis Todorović und Tamer Ruggli |
|      | 2010 | 20. Dezember            | 1              |           | Weihnachts-Special: Eine Überraschung zum Fest - Make The Yuletide Gay |
| 26   | 2010 | 29. April bis 5. Mai    | 7              | 20        | Überraschungsfilm, keine Filmwoche-Party, Kurzfilmprogramm |
| 25   | 2009 | 6. bis 13. Mai          | 8              | 20        | Jubiläums-Filmwoche, Autorenlesung mit Michael Flotho, Filmwoche-Party mit Ades Zabel, Gast: Regisseur Ingo Rasper, Kurzfilmprogramm, Vorfilme, Sektbar an 4 Tagen |
| 24   | 2008 | 24. bis 30. April       | 7              | 16        | erste Filmwoche-Party seit 2002, Kurzfilmprogramm, „Lieblingsfilm des Publikums“ am 1. Mai, Gast: Ades Zabel, SFF mit dem kleinsten Programm |
| 23   | 2007 | 3. bis 9. Mai           | 7              | 21        | Fucking Different 2 statt Kurzfilmprogramm, Focus USA |
| 22   | 2006 | 4. bis 10. Mai          | 7              | 19        | Kurzfilme vor einzelnen Hauptfilmen |
| 21   | 2005 | 5. bis 11. Mai          | 7              | 21        | letzter Wunschfilm, Fucking Different statt Kurzfilmprogramm, Focus Schweiz |
| 20   | 2004 | 6. bis 12. Mai          | 7              | 23        | Wunschfilm |
| 19   | 2003 | 1. bis 7. Mai           | 7              | 26        | Wunschfilm |
| 18   | 2002 | 2. bis 9. Mai           | 8              | 19        | Wunschfilm, letzte Filmwocheparty, Focus Spanien, Lateinamerika |
| 17   | 2001 | 10. bis 16. Mai         | 7              | 17        | Wunschfilm, erste SFF im Kandelhofkino, Filmvorführung auf der Filmwoche-Party im Gasthof Waldsee, Focus Iberien, François Ozon |
| 16   | 2000 | 13. bis 16. April       | 4              |           | letzte SFF im Kommunalen Kino, kürzeste SFF |
| 15   | 1999 | 16. bis 25. April       | 9              | 22        | Carte Blanche, Filmvorführung auf der Filmwoche-Party im Gasthof Waldsee, Ausstellung Hommage an Gonzales Torres, Kurzfilmprogramme, Gäste: die Regisseure Wayne Yung und Marcel Gisler, Focus Asien |
| 14   | 1998 | 1. bis 7. Juni          | 8              | 24        | Eröffnungsfilme im Waldsee, Ausstellung Matinée - Tutto l'amore possibile, 2 Kurzfilmprogramme, Carte Blanche, Focus Grausamkeit |
| 13   | 1997 | 15. bis 20. April       | 6              | 20        | Eröffnungsfilme im Waldsee, 2 Kurzfilmprogramme, 2 Überraschungsfilme, Simultanübersetzungen einiger Filme, Late Night Hardcover Avantgarde Duo, Konzert der QueerFlöten am Sonntagnachmittag, Lesung mit Lutz Büge Uschi, Lotte und die Putzkolonne, Einführung zu Vingarne, Klavierbegleitung zu Stummfilmprogramm, Gäste: Vincent Dieutre, Stéphane Deraucroix, Focus Mediterranée |
| 12   | 1996 | 12. bis 17. März        | 6              | 20        | Konzert der QueerFlöten am Sonntagnachmittag |
| 11   | 1995 | 10. bis 19. März        | 10             |           | |
| 10   | 1994 | 14. bis 20. März        | 7              |           | |
| 9    | 1993 | 15. bis 21. März        | 7              | 21        | |
| 8    | 1992 | 16. bis 22. März        | 7              | 21        | |
| 7    | 1991 |                         |                |           | |
| 6    | 1990 |                         |                |           | |
| 5    | 1989 | 22. bis 28. Mai         | 7              | 21        | |
| 4    | 1988 | 25. April bis 1. Mai    | 7              | 19        | |
| 3    | 1987 | 30. März bis 5. April   | 6              | 19        | |
| 2    | 1986 |                         |                |           | |
| 1    | 1985 | 23. bis 28. April       | 6              |           | |

## Lieblingsfilme des Publikums (seit 2008)
2022
- Platz 1 (1,22) Welcome to Chechnya – US 2020 – Regie: David France
- Platz 2 (1,25) Tunten zwecklos – DE 2021 – Regie: Mirek Balonis, Jutta Riedel
- Platz 3 (1,26) P.S. Burn This Letter Please – US 2020 – Regie: Michael Seligman, Jennifer Tiexiera

2019
- Platz 1 (1,42) Anders als die Anderen – DE 1919 – Regie: Richard Oswald
- Platz 2 (1,46) 1985 – US 2018 – Regie: Yen Tan
- Platz 3 (1,57) Tucked – GB 2018 – Regie: Jamie Patterson

2017
- Platz 1 (1,38) Out of Iraq – US 2016 – Regie:  Chris McKim und Eva Orner
- Platz 2 (1,46) Moonlight – US 2016 – Regie: Barry Jenkins
- Platz 3 (1,47) Mein wunderbares West-Berlin – DE 2016 – Regie: Jochen Hick

2016
- Platz 1 (Note unbekannt) The Abominable Crime – US 2013 – Regie: Micah Fink
- Platz 2 (Note unbekannt) Mapplethorpe: Look at the Pictures – GB 2016 – Regie: Randy Barbato, Fenton Bailey
- Platz 3 (Note unbekannt) Honeymoon (Líbánky) – CZ 2013 – Regie: Jan Hřebejk

2015
- Platz 1 (Note 1,24) Pride  – GB 2014 – Regie: Matthew Warchus
- Platz 2 (Note 1,29) Stories of Our Lives – KE 2014 – Regie: Jim Chuchu
- Platz 3 (Note 1,32) Lilting – GB 2014 – Regie: Hong Khaou

2014
- Platz 1 (Note 1,13) Der Kreis – CH 2014 – Regie: Stefan Haupt
- Platz 2 (Note 1,31) Heute gehe ich allein nach Hause – BR 2014 – Regie: Daniel Ribeiro
- Platz 3 (Note 1,37) Born This Way – US 2012 – Regie: Shaun Kadlec, Deb Tullmann

2013
- Platz 1 (Note 1,23) Das Kuckucksei – US 1988 – Regie: Paul Bogart
- Platz 2 (Note 1,34) Out in the Dark – IL 2012 – Regie: Michael Mayer
- Platz 3 (Note 1,61) The sex of angels – ES 2012 – Regie: Xavier Villaverde

2012
- Platz 1 (Note 1,22) Call Me Kuchu – US 2012 – Regie: Malika Zouhali-Worrall, Katherine Fairfax Wright
- Platz 2 (Note 1,47) Noordzee, Texas – BE 2011 – Regie: Bavo Defurne
- Platz 3 (Note 1,53) Zenne Dancer – TR 2012 – Regie: Caner Alper, Mehmet Binay

2011
- Platz 1 (Note 1,43) Mal was Anderes? – Diverso da chi? - IT 2009 – Regie: Umberto Riccioni Carteni
- Platz 2 (Note 1,57) Contracorriente – Undertow – PR 2010 – Regie: Javier Fuentes-León
- Platz 3 (Note 1,60) Kinder Gottes – Children of God – BS 2009 – Regie: Kareem Mortimer

2010
- Platz 1 (Note 1,43) An Englishman in New York – UK 2008 – Regie: Richard Laxton
- Platz 2 (Note 1,63) Du sollst nicht lieben (עיניים פקוחות) – IL, FR, DE 2009 – Regie: Chaim Tabakman
- Platz 3 (Note 1,67) Patrik 1.5 – SE 2008 - Regie: Ella Lemhagen

2009
- Platz 1 (Note 1,3) Strella – A Woman's Way – GR 2009 – Regie: Panos H. Koutras
- Platz 2 (Note 1,4) Reine Geschmacksache – DE 2007 - Regie: Ingo Rasper
- Platz 3 (Note 1,4) Milk – US 2008 – Regie: Gus van Sant

2008
- Platz 1 (Note 1,4) The Bubble – Eine Liebe in Tel Aviv (הבועה)- IL 2006 – Regie: Eytan Fox
- Platz 2 (Note 1,5) Suddenly, Last Winter (Improvvisamente l'inverno scorso) – IT 2007 - Regie: Gustav Hofer, Luca Ragazzi
- Platz 3 (Note 1,6) XXY – AR 2007 – Regie: Lucía Puenzo

## Eröffnungsfilme
2021
- ÉTÉ ’85 – FR 2020 – Regie: François Ozon

2012
- Tomboy – FR 2011 – Regie: Céline Sciamma

2011
- Sascha (Saša /Sasha) – DE 2010 – Regie: Dennis Todorović
- Vorfilm: The Saddest Boy in the World – CA 2006 – Regie: Jamie Travis

2010
- I love you Phillip Morris – US 2009 – Regie: Glenn Ficarra, John Requa
- From Beginning to End (Do Começo ao Fim) – BR 2009 – Regie: Aluizio Abranches

2009
- Fuera de Carta – Chef's Special – ES 2008 – Regie: Nacho García Velilla

2008
- The Bubble – Eine Liebe in Tel Aviv - הבועה - IL 2006 – Regie: Eytan Fox
- Wilde Unschuld (Savage Grace) – US, ES 2007 – Regie: Tom Kalin

2007
- Fucking Different – New York – US, DE 2007 – Regie: Stephen Gallagher, Todd Verow, Barbara Hammer, Andre Salas, Abigail Child u. a.
- Boyculture – US 2006 – Regie: Q. Allan Brocka
- Big Bang Love, Juvenile A – JP 2006 – Regie: Takashi Miike

2006
- Tropical Malady – FR, TH, IT, DE 2004 – Regie: Apichatpong Weerasethakul
- C.R.A.Z.Y. – Verrücktes Leben – FR, TH, IT, DE 2004 – Regie: Jean-Marc Vallée

2005
- La Parade – CH 2001 – Regie: Lionel Baier
- Dummer Junge – Garçon stupide (Garçon stupide) – CH 2004 – Regie: Lionel Baier
- Cowboys And Angels – UK, IE 2003 – Regie: David Gleeson

2004
- Walking on Water – AU 2002 – Regie: Tony Ayres
- Yossi & Jagger – IL 2002 – Regie: Eytan Fox
- Wir – DE 2003 – Regie: Martin Gypkens

2003
- The Times of Harvey Milk – US 1984 – Regie: Rob Epstein
- Varuh Meje – SI, DE  2001 – Regie: Maja Weiss
- Kilometer 0 – ES 2001 – Regie: Juan Louis Iborra
- The Rules of Attraction – Die Regeln des Spiels – US 2002 – Regie: Roger Avary

2002
- Paragraph 175 – UK, DE, US 2000 – Regie: Rob Epstein, Jeffrey Friedman
- Plata Quemada – AR 2000 – Regie: Marcelo Piñeyro

2001
- Zurück auf Los! – DE 2000 – Regie: Pierre Sanoussi-Bliss
- Krampack – ES 2000 – Regie: Cesc Gay

1999
- Yellow Fever – GB/HK 1998 – Regie: Raymond Yeung
- Waves – NO 1998 – Regie: Frank Mosvold

1998
- Porcaria – CA 1994 – Regie: Filipe Paulo
- Spindift – UK 1996 – Regie: Simone Horrocks
- Boot Camp -US 1996 – Regie: John S. Matthews

1997
- Black Sheep Boy – US 1995 – Regie: Michael Wallin
- On Earth As It Is In Heaven – UK 1996 – Regie: Ross Crookshank

1996
- Eye to Eye – CH 1990 – Regie: Isabel Hegner
- Totally Fucked Up – US 1993 – Regie: Gregg Araki
- Vive l’Amour – Es lebe die Liebe – TW 1994 – Regie: Tsai Ming-liang
- Ich liebe dich – DE 1994 – Regie: Wilhelm Hein
- Cabaret – US 1972 – Regie: Bob Fosse

1993
- Verzaubert – DE 1992 – Dorothee von Diepenbroick, Jörg Fockele, Jens Jolombeck, Dirk Hauska, Silke Jehma, Claudia Kaltenbach, Ulrich Prehn, Johanna Reutter, Kathrin Schmehrsal

1992
- Wiener Brut – AT 1985 – Regie: Hans Fädler

1989
- Silent Pioneers – US 1985 – Regie: Lucy Winer
- Where There was Silence – Uk 1988 – Regie: Stephen Bourne
- The Dream Machine – UK 1983 – Regie: John Maybury
- The Gay Deceivers – US 1969 – Regie: Bruce Kessler
- David, Montgomery und ich – DE 1981 – Regie: Wieland Speck
- Abschiedsblicke (Parting Glances) – US 1986 – Regie: Bill Sherwood

1988
- Before Stonewall – US 1984 – Regie: Greta Schiller, Robert Rosenberg
- Mala Noche – US 1986 – Regie: Gus van Sant
- Rivalinnen unter griechischer Sonne – DE  1974 – Regie: Walter Bockmayer

1987
- Überraschungsfilm